# Gretegletsjer
De Gretegletsjer is een gletsjer in de gemeente Sermersooq in het oosten van Groenland. De gletsjer ligt op Liverpoolland. Het is een van de twee gletsjers die uitkomen in de Hurryinham, onderdeel van de Scoresby Sund. De andere is de ongeveer drie kilometer noordelijker gelegen Hansgletsjer. Beide gletsjers stromen in westelijke richting.
De Gretegletsjer heeft een lengte van meer dan acht kilometer. Na de gletsjertong stroomt het smeltwater meer acht kilometer om dan in de Hurryinham uit te monden.